# Glembatumumab vedotin
Il glembatumumab vedotin o CDX-011 o CR011-vcMMAE  è un anticorpo monoclonale di tipo umano coniugato ad un farmaco (ADC): il monometil auristatin E (MMAE). Viene studiato nel trattamento del melanoma e del tumore della mammella.
Il farmaco agisce sull'antigene: GPNMB (proteina transmembrana NMB) delle cellule tumorali, l'ADC viene interiorizzato dentro la cellula tumorale, il legame è rotto e il MMAE viene rilasciato ed è in grado così di uccidere la cellula.
Esso è stato sviluppato dalla Celldex Therapeutics Inc.